# Camponotus cristatus
Camponotus cristatus är en myrart som beskrevs av Mayr 1866. Camponotus cristatus ingår i släktet hästmyror, och familjen myror.

## Underarter
Arten delas in i följande underarter:
- C. c. cristatus
- C. c. nagasau
- C. c. sadinus